# Mariel Zagunis
Mariel Leigh Zagunis (ur. 3 marca 1985 w Portland) – amerykańska szablistka, czterokrotna medalistka olimpijska, wielokrotna medalistka mistrzostw świata i trzykrotna mistrzyni świata juniorów.
W 2000 roku zdobyła srebro drużynowo i brąz wśród kadetek na mistrzostwach świata juniorów w South Bend. Na rozgrywanych rok później mistrzostwach świata juniorów w Gdańsku zwyciężyła indywidualnie wśród juniorek i kadetek, a także drużynowo. Następnie była druga drużynowo na mistrzostwach świata juniorów w Antalyi w 2002 roku. Ponadto zdobyła złoto drużynowo i srebro indywidualnie podczas mistrzostw świata juniorów w Płowdiwie (2004), a na mistrzostwach świata juniorów w Linzu (2005) w obu konkurencjach zwyciężyła.
Podczas igrzysk olimpijskich w Atenach w 2004 roku zdobyła złoty medal indywidualnie, pokonując w finale Chinkę Tan Xue 15-9. Tytuł ten obroniła na igrzyskach w Pekinie w 2008 roku, tym razem w finale wygrywając ze swą rodaczką, Sadą Jacobson, 15-8. Na tej samej imprezie wspólnie z Jacobson i Rebeccą Ward zajęła trzecie miejsce w zawodach drużynowych. Na rozgrywanych cztery lata później igrzyskach olimpijskich w Londynie była indywidualnie czwarta, przegrywając walkę o brązowy medal z Olhą Charłan z Ukrainy 10-15. Kolejny medal zdobyła podczas igrzysk olimpijskich w Rio de Janeiro w 2016 roku, gdzie reprezentantki USA w składzie: Ibtihaj Muhammad, Dagmara Wozniak, Mariel Zagunis i Monica Aksamit wywalczyły brązowy medal drużynowo. Indywidualnie zajęła dziewiąte miejsce. Brała też udział w igrzyskach w Tokio, gdzie indywidualnie zajęła piąte miejsce, a drużynowo była szósta.
Na mistrzostwach świata w Budapeszcie (2000) zdobyła drużynowo złoty medal. W tej samej konkurencji zdobywała następnie złoto podczas mistrzostw świata w Lipsku (2005), srebro na mistrzostwach świata w Nowym Jorku (2004) i mistrzostwach świata w Turynie (2006) oraz brąz podczas mistrzostw świata w Katanii (2011), mistrzostw świata w Kijowie (2012), mistrzostw świata w Budapeszcie (2013) i mistrzostw świata w Moskwie (2015). Ponadto kilkukrotnie zdobywała medale w zawodach indywidualnych: złote na mistrzostwach świata w Antalyi (2009) i mistrzostwach świata w Paryżu (2010) oraz srebrne podczas mistrzostw świata w Turynie (2006), mistrzostw świata w Katanii (2011) i mistrzostw świata w Kazaniu (2014).
Zdobyła również złote medale indywidualnie i drużynowo na igrzyskach panamerykańskich w Guadalajarze (2011) oraz drużynowo podczas igrzysk panamerykańskich w Toronto (2015).